# United Airlines
United Airlines, là công ty con hàng đầu của UAL Corporation, là một hãng hàng không lớn của Hoa Kỳ, có trụ sở ở Chicago, Illinois. Trung tâm hoạt động ở Elk Grove, gần Sân bay quốc tế Chicago O'Hare, là hub lớn nhất của hãng với 650 chuyến bay đi mỗi ngày. kể từ 31/7/2006, United Airlines là hãng hàng không lớn thứ 2 thế giới về mặt doanh thu-hành khách-km (sau American Airlines), xếp thứ ba về tổng doanh số (sau Air France-KLM, American Airlines), và lớn thứ tư về lượng hành khách vận chuyển (sau American Airlines, Delta Air Lines và Southwest Airlines). United thuê 56000 người làm và có 460 tàu bay. Ngày 1/2/2006, United đã thoát khỏi biện pháp bảo vệ phá sản theo Chương 11 của luật Hoa Kỳ bankruptcy mà theo đó hãng đã chịu điều luật chi phố kể từ ngày 9/12/2002. Đây là vụ phá sản hãng hàng không kéo dài nhất trong lịch sử.
Theo CNBC, cuối tháng 2 vừa qua, United Airlines đã đề nghị các phi công nghỉ trong một tháng vào tháng 4 với mức lương tương đương 50 giờ làm việc, giảm so với mức 80 giờ như trước đây. Hãng cho biết đã cắt giảm 100% các chuyến bay đến Trung Quốc, các đường bay khác cũng đang giảm tần suất do ảnh hưởng của dịch Covid-19.

## Đội Bay

### Hiện tại
United Airlines khai thác 838 máy bay đường chính. Hầu hết các đội tàu là máy bay Boeing, với ngoại lệ là chiếc Airbus A319, Airbus A320, và tương lai là máy bay Airbus A350. United cũng là khách hàng đầu của nhiều loại máy bay. Tính đến tháng 6 năm 2024, đội tàu bay của hãng bao gồm những máy bay sau đây: 
| Máy bay           | Đang hoạt động | Đặt hàng | Hành khách | Hành khách | Hành khách | Hành khách | Hành khách | Hành khách | Ghi chú                                                                                                  |
| Máy bay           | Đang hoạt động | Đặt hàng | J          | F          | B          | E+         | E          | Tổng       | Ghi chú                                                                                                  |
| ----------------- | -------------- | -------- | ---------- | ---------- | ---------- | ---------- | ---------- | ---------- | --- |
| Airbus A319-100   | 81             | __       | —          | 12         | —          | 36         | 78         | 126        | Thuê sử dụng máy bay từ China Southern Airlines và Spirit Airlines. Việc giao hàng bắt đầu vào năm 2016. |
| Airbus A319-100   | 81             | __       | —          | 8          | —          | 42         | 78         | 128        | Thuê sử dụng máy bay từ China Southern Airlines và Spirit Airlines. Việc giao hàng bắt đầu vào năm 2016. |
| Airbus A320-200   | 87             | —        | —          | 12         | —          | 42         | 96         | 150        | |
| Airbus A321neo    | 11             | 157      | TBA        | TBA        | TBA        | TBA        | TBA        | TBA        | Bắt đầu giao hàng từ năm 2023.                                                                           |
| Airbus A321XLR    | —              | 50       | TBA        | TBA        | TBA        | TBA        | TBA        | TBA        | Bắt đầu giao hàng vào năm 2024.                                                                          |
| Airbus A350-900   | —              | 45       | TBA        | TBA        | TBA        | TBA        | TBA        | TBA        | Việc giao hàng bị hoãn lại đến năm 2030.                                                                 |
| Boeing 737-700    | 40             | __       | —          | 12         | —          | 36         | 78         | 126        | Tất cả máy bay sẽ chuyển sang Southwest Airlines.                                                        |
| Boeing 737-700    | 40             | __       | —          | 12         | —          | 30         | 84         | 126        | Tất cả máy bay sẽ chuyển sang Southwest Airlines.                                                        |
| Boeing 737-800    | 141            | —        | —          | 16         | —          | 48         | 90         | 166        | |
| Boeing 737-800    | 141            | —        | —          | 16         | —          | 48         | 102        | 166        | |
| Boeing 737-800    | 141            | —        | —          | 16         | —          | 54         | 96         | 166        | |
| Boeing 737-900    | 12             | —        | —          | 20         | —          | 42         | 117        | 179        | |
| Boeing 737-900ER  | 136            | —        | —          | 20         | —          | 45         | 72         | 179        | |
| Boeing 737-900ER  | 136            | —        | —          | 20         | —          | 42         | 108        | 179        | |
| Boeing 737-900ER  | 136            | —        | —          | 20         | —          | 39         | 120        | 179        | |
| Boeing 737 MAX 8  | 88             | 35       | —          | 16         | —          | 54         | 96         | 166        | Bắt đầu giao hàng từ tháng 7/2021.                                                                       |
| Boeing 737 MAX 9  | 80             | 144      | —          | TBA        | —          | 48         | 111        | 179        | Việc giao hàng bắt đầu vào năm 2018.                                                                     |
| Boeing 737 MAX 10 | —              | 167      | TBA        | TBA        | TBA        | TBA        | TBA        | TBA        | Bắt đầu giao hàng từ năm 2023.                                                                           |
| Boeing 757-200    | 40             | —        | 16         | —          | —          | 45         | 108        | 169        | Thay thế bằng máy bay Airbus A321XLR                                                                     |
| Boeing 757-200    | 40             | —        | 16         | —          | —          | 42         | 118        | 176        | Thay thế bằng máy bay Airbus A321XLR                                                                     |
| Boeing 757-300    | 21             | —        | —          | 24         | —          | 54         | 156        | 234        | |
| Boeing 767-300ER  | 37             | —        | 46         | —          | 22         | 43         | 56         | 167        | |
| Boeing 767-300ER  | 37             | —        | 30         | —          | —          | 46         | 138        | 214        | |
| Boeing 767-300ER  | 37             | —        | 30         | —          | —          | 49         | 135        | 214        | |
| Boeing 767-400ER  | 16             | —        | 39         | —          | —          | 70         | 131        | 240        | |
| Boeing 777-200    | 19             | —        | —          | 28         | —          | 102        | 234        | 364        | |
| Boeing 777-200ER  | 55             | —        | —          | 32         | —          | 124        | 206        | 362        | |
| Boeing 777-200ER  | 55             | —        | 50         | —          | 24         | 46         | 156        | 276        | |
| Boeing 777-300ER  | 22             | —        | 60         | —          | 24         | 62         | 204        | 350        | |
| Boeing 787-8      | 12             | 150      | 28         | —          | 21         | 36         | 158        | 243        | |
| Boeing 787-9      | 38             | 150      | 48         | —          | —          | 88         | 116        | 252        | |
| Boeing 787-9      | 38             | 150      | 48         | —          | 21         | 39         | 149        | 257        | |
| Boeing 787-10     | 21             | 150      | 44         | TBA        | 21         | 54         | 199        | 318        | |
| Tổng cộng         | 957            | 748      |            |            |            |            |            |            | |

United bị đầu tiên Boeing 787 Dreamliner vào ngày 22 tháng 9 năm 2012, trở thành tàu sân bay Mỹ đầu tiên làm như vậy. Các hãng hàng không công bố kế hoạch để đặt các máy bay Boeing 787 vào phục vụ hành khách dự kiến có hiệu lực ngày 04 Tháng 11 năm 2012, về Mỹ đường bay nội địa từ Houston (IAH) đến Chicago (ORD), New York Newark (EWR), Washington-Dulles (IAD) và San Francisco (SFO) trước khi vận hành Dreamliner trong dịch vụ quốc tế theo lịch trình. Tuy nhiên một vài sự cố pin Dreamliner gây ra tất cả 787 được đặt nền tảng cho bốn tháng kể từ tháng 1 năm 2013; và 787 của United đã không tiếp tục hoạt động cho đến giữa tháng năm đó. Kỳ cũng là khách hàng đầu tiên ở Bắc Mỹ cho máy bay 787-9 và 787-10, kéo dài phiên bản của các cơ sở 787-8 mô hình.

### Special liveries

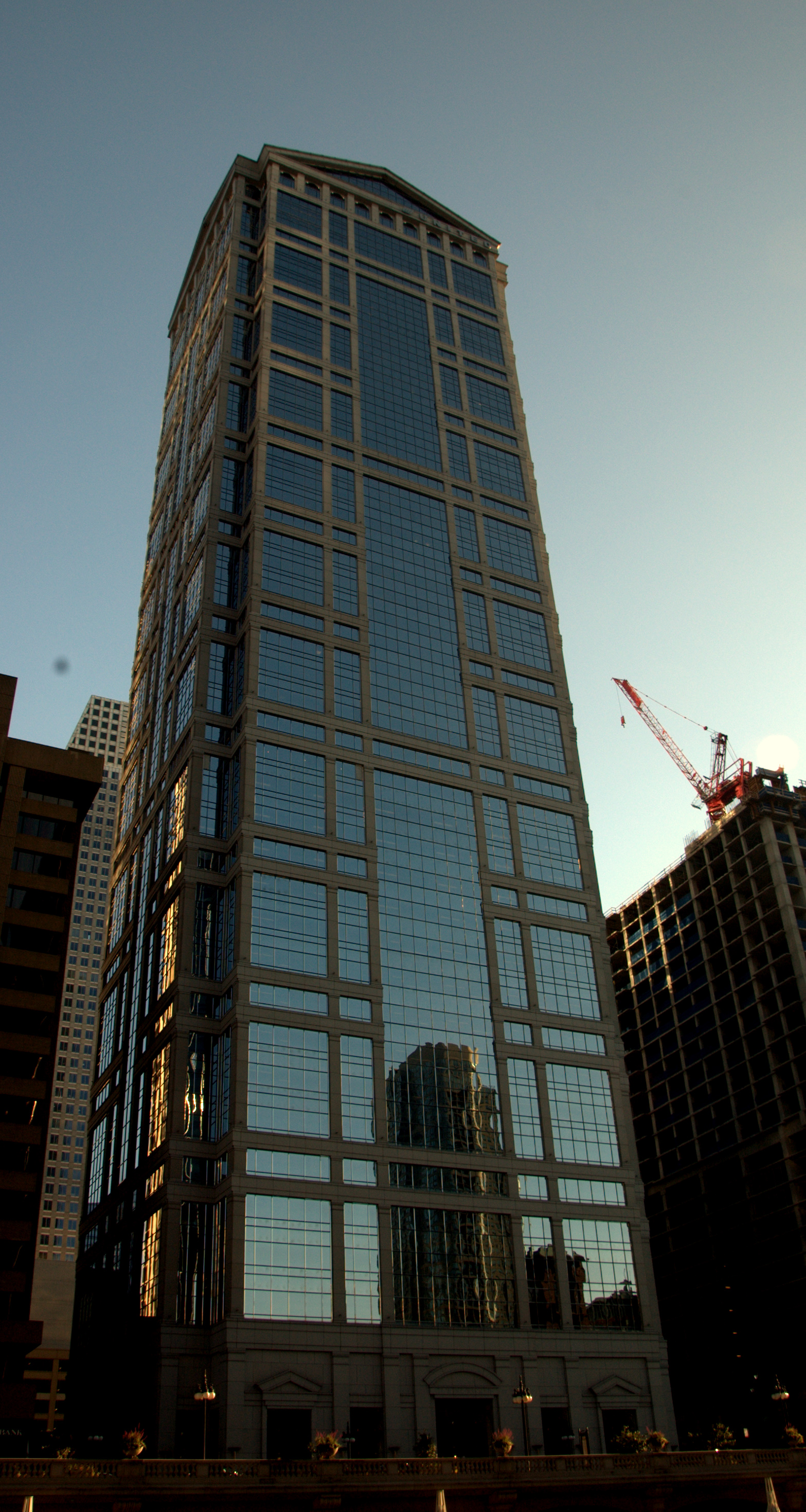
77 West Wacker Drive

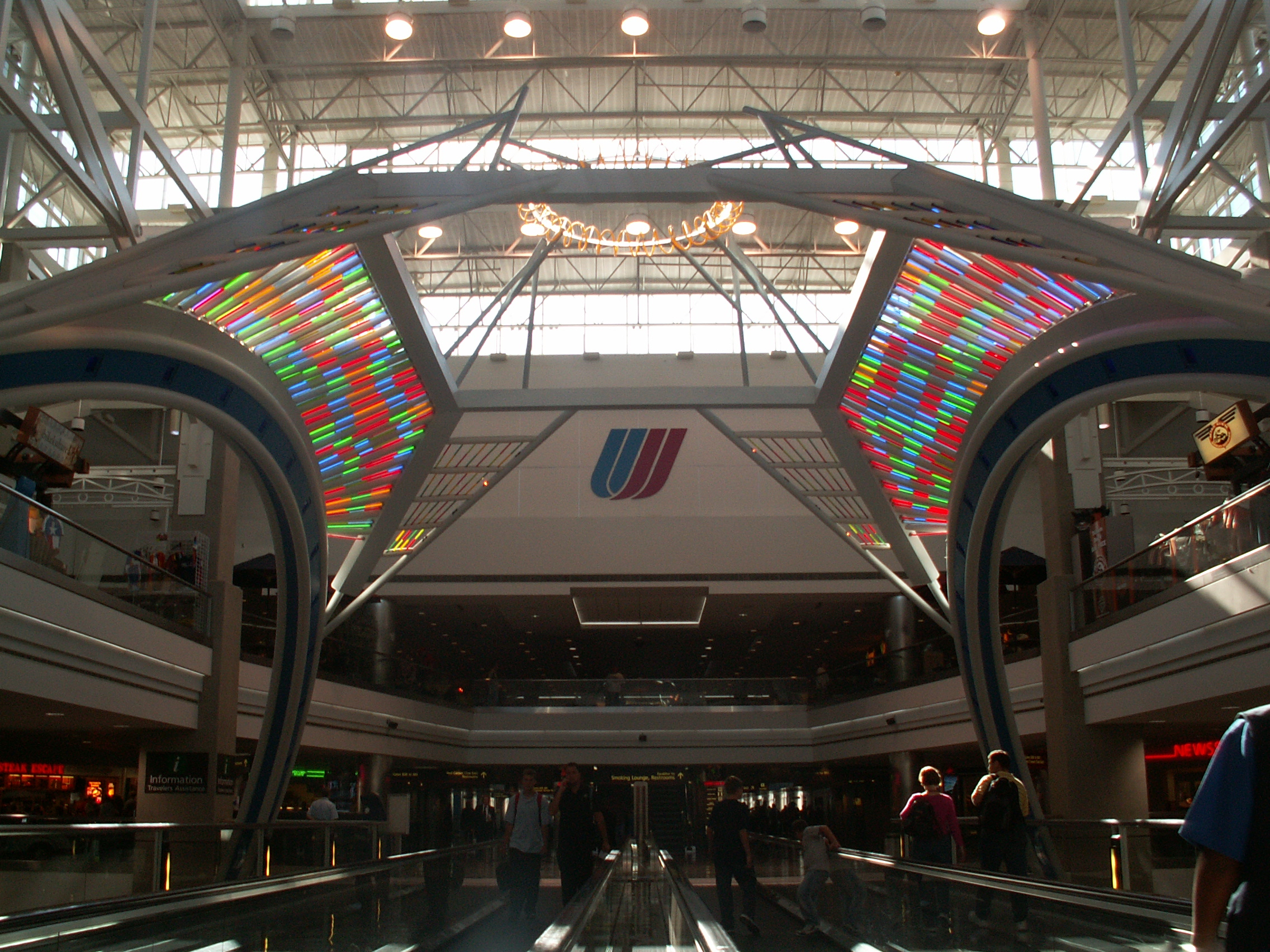
United's logo as seen at United hub Denver International Airport.

| Mã máy bay | Livery                                                  | Loại             |
| ---------- | ------------------------------------------------------- | ---------------- |
| N13720     | Star Alliance màu sơn                                   | Boeing 737-700   |
| N26210     | Star Alliance màu sơn                                   | Boeing 737-800   |
| N76516     | Star Alliance màu sơn                                   | Boeing 737-800   |
| N14120     | Star Alliance màu sơn                                   | Boeing 757-200   |
| N653UA     | Star Alliance màu sơn                                   | Boeing 767-300ER |
| N76055     | Star Alliance màu sơn                                   | Boeing 767-400ER |
| N218UA     | Star Alliance màu sơn                                   | Boeing 777-200ER |
| N794UA     | Star Alliance màu sơn                                   | Boeing 777-200ER |
| N76021     | Star Alliance màu sơn                                   | Boeing 777-200ER |
| N77022     | Star Alliance màu sơn                                   | Boeing 777-200ER |
| N78017     | Star Alliance màu sơn                                   | Boeing 777-200ER |
| N475UA     | 85th Anniversary Retro                                  | Airbus A320-200  |
| N36272     | Star Wars: The Rise of Skywalker                        | Boeing 737-800   |
| N75432     | Eco Skies                                               | Boeing 737-900ER |
| N75435     | Continental                                             | Boeing 737-900ER |
| N66837     | Olympic Special; March of Dimes                         | Boeing 737-900ER |
| N66848     | March of Dimes phần trên màu sơn hiện tại               | Boeing 737-900ER |
| N75436     | 1947 "Blue Skyways" màu sơn retro                       | Boeing 737-900ER |
| N14106     | Her Art Here: Tsungwei Moo (California)                 | Boeing 757-200   |
| N14102     | Her Art Here: Corinne Antonelli (New York / New Jersey) | Boeing 757-200   |

Hình ảnh cụ thể về từng mẫu máy bay của United Airlines
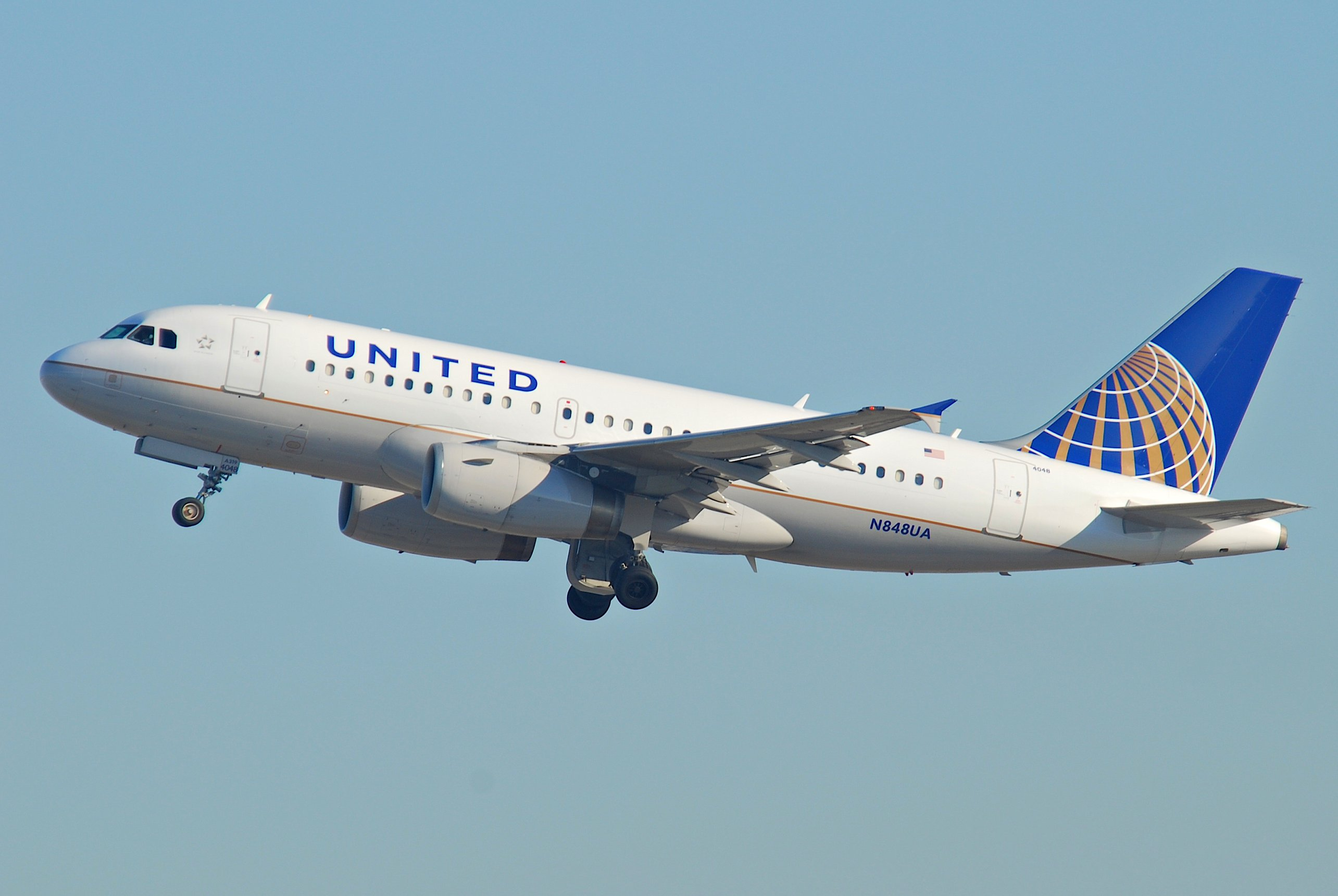
Airbus A319-100
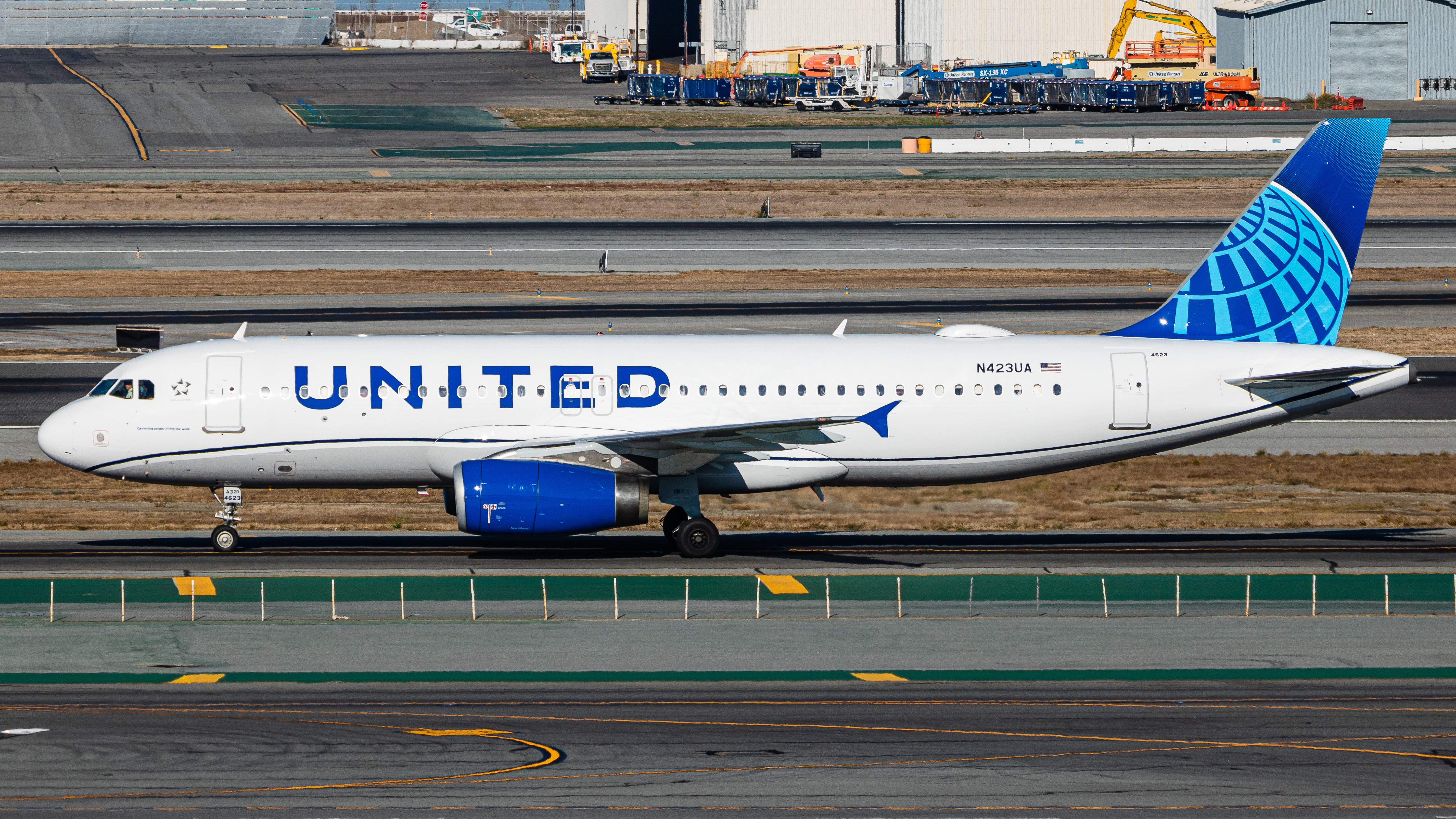
Airbus A320-200
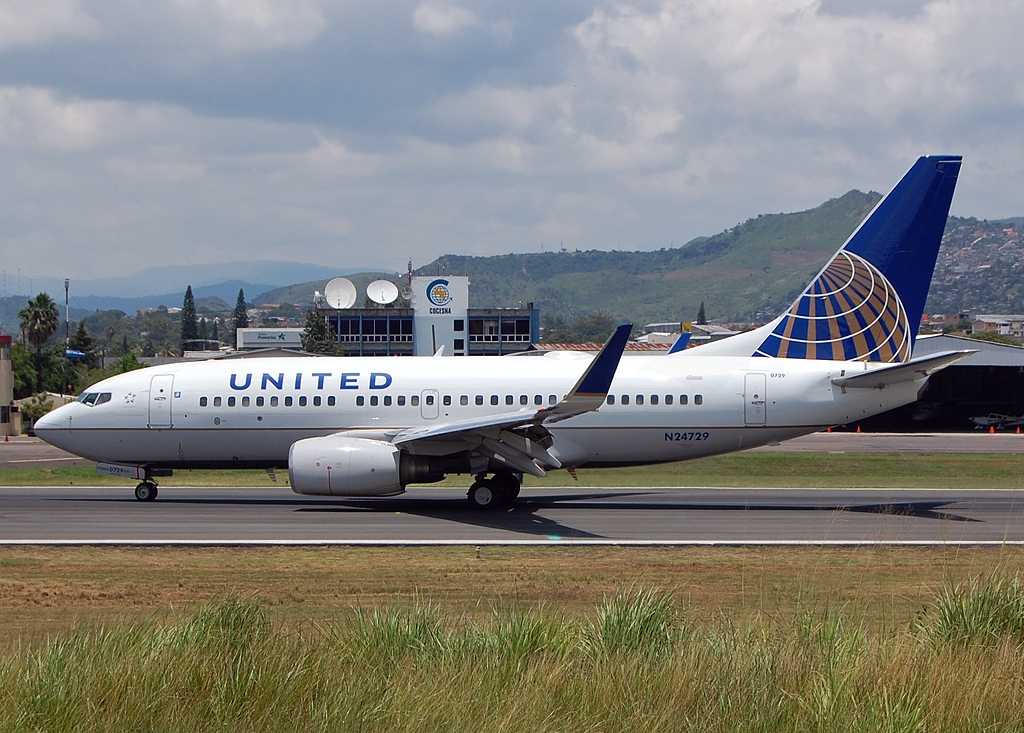
Boeing 737-700
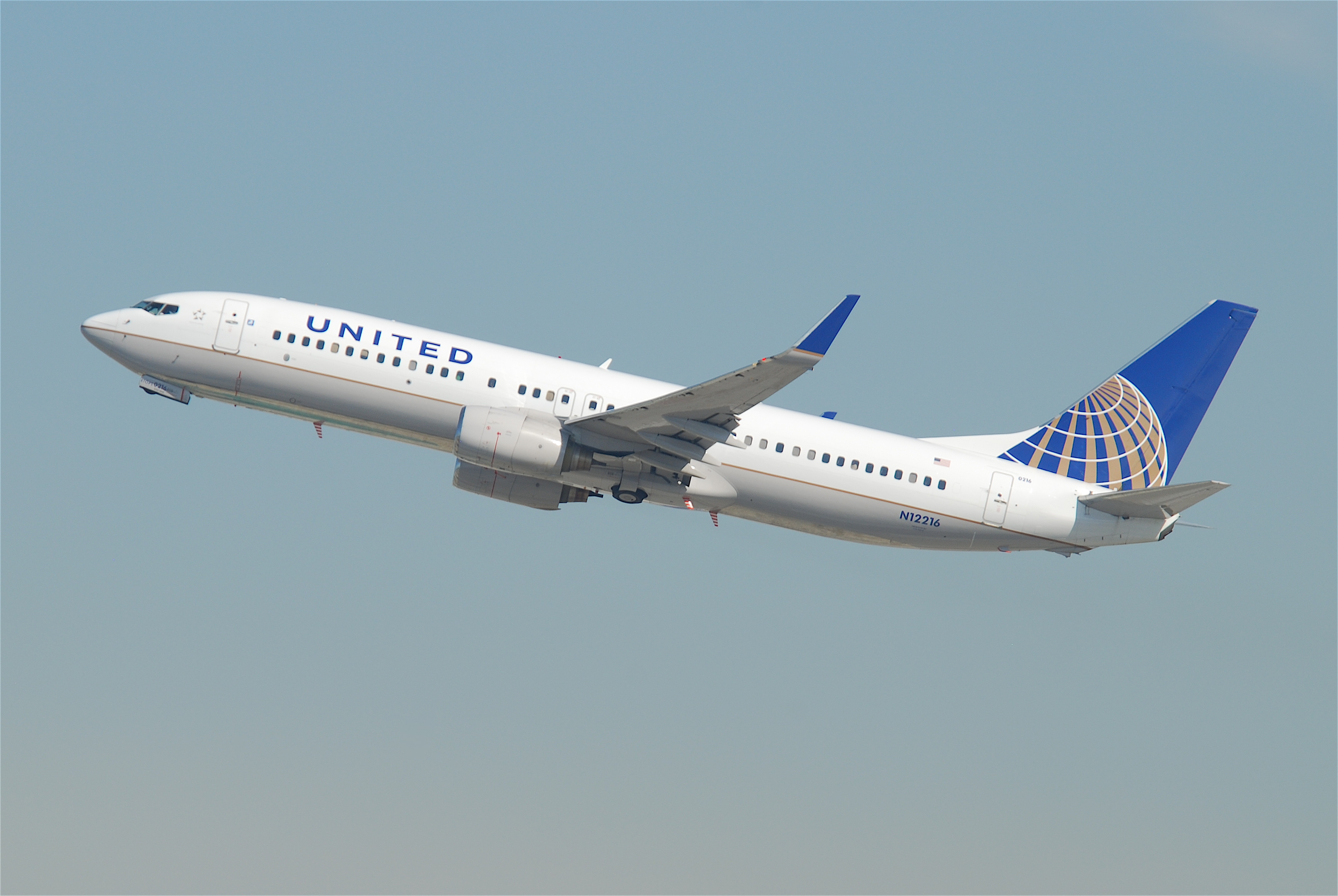
Boeing 737-800
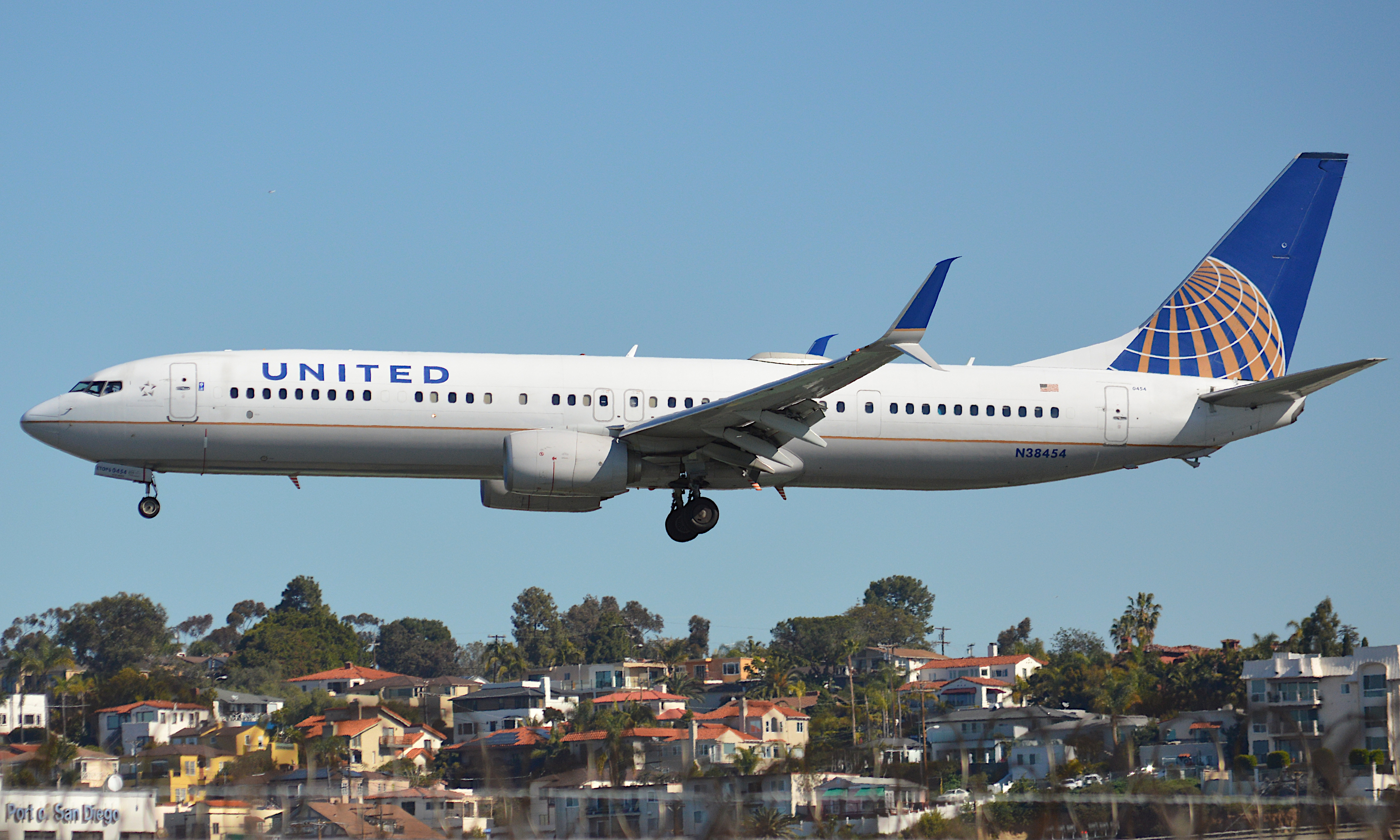
Boeing 737-900ER
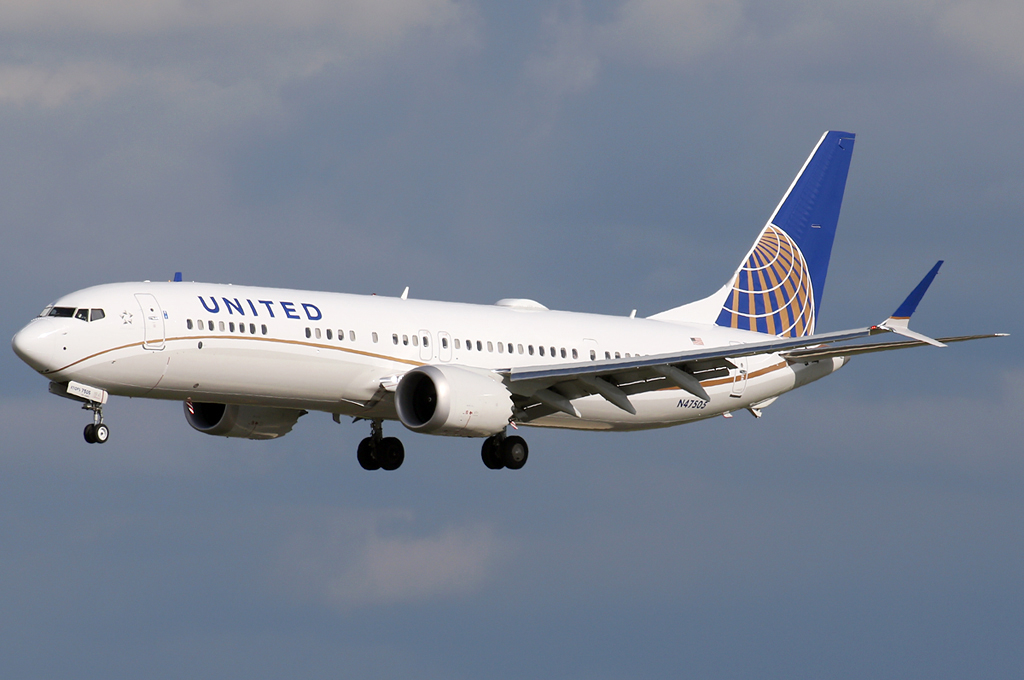
Boeing 737 MAX 9
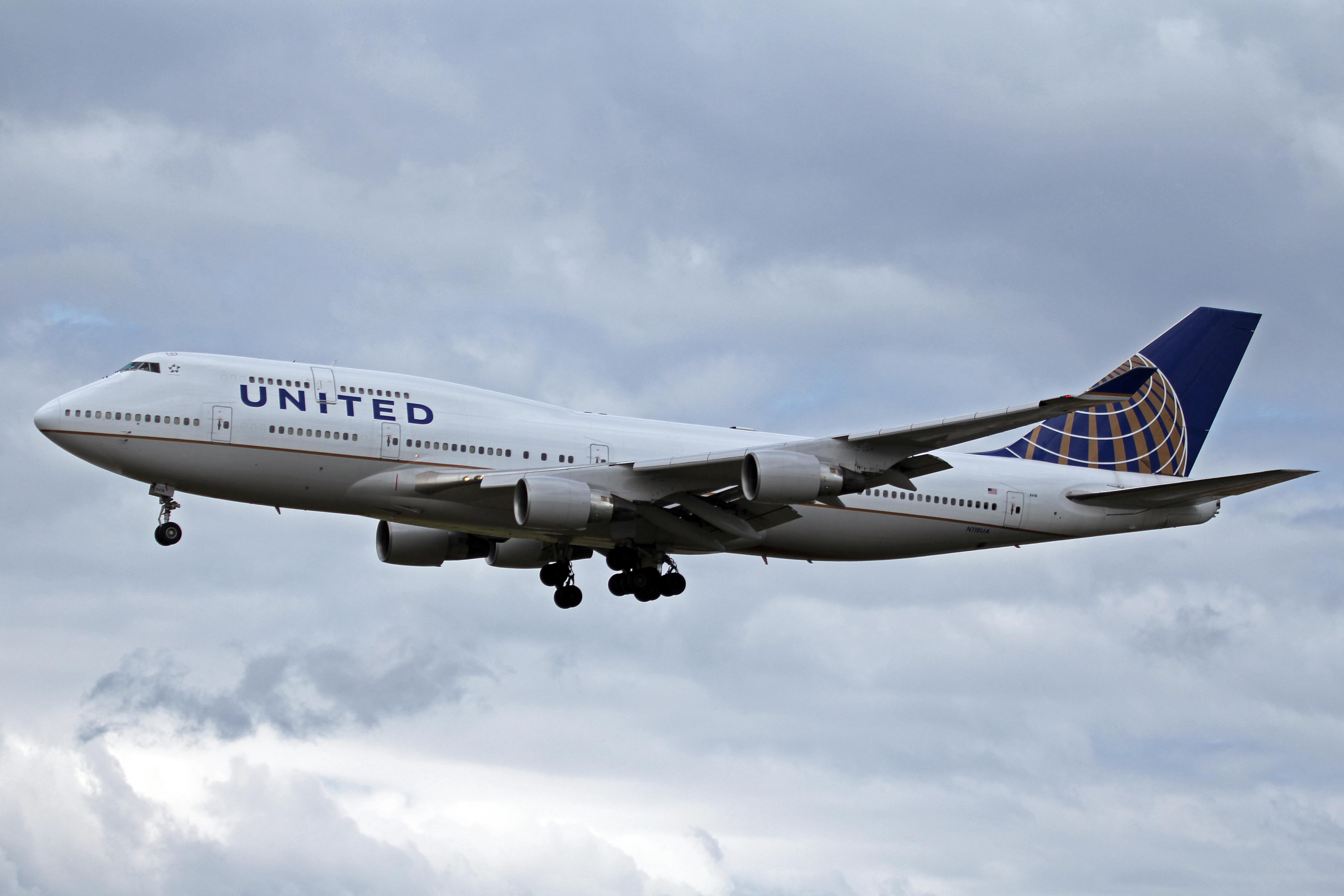
Boeing 747-400
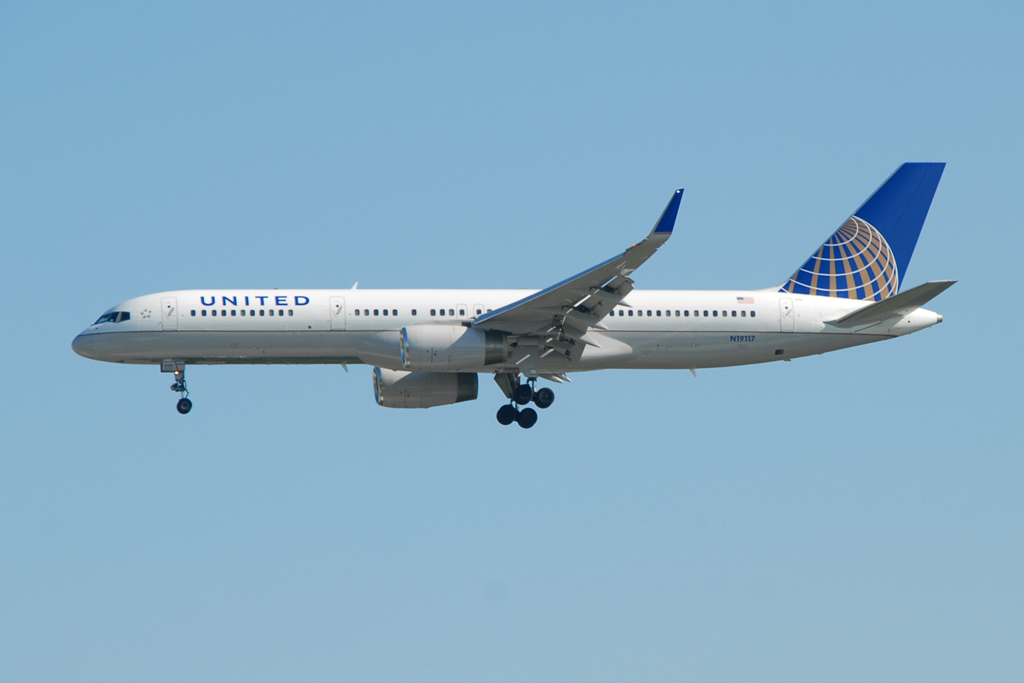
Boeing 757-200
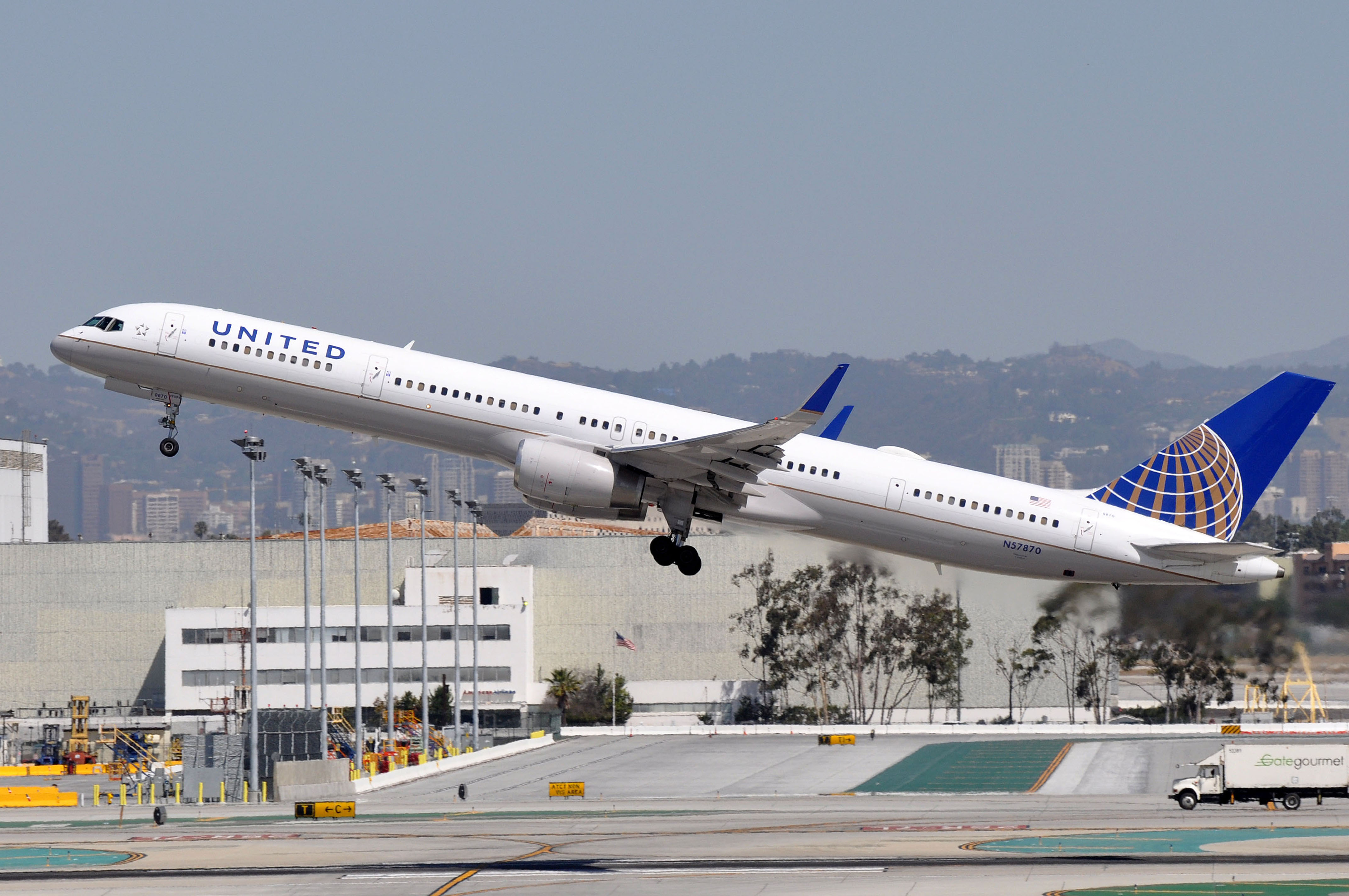
Boeing 757-300
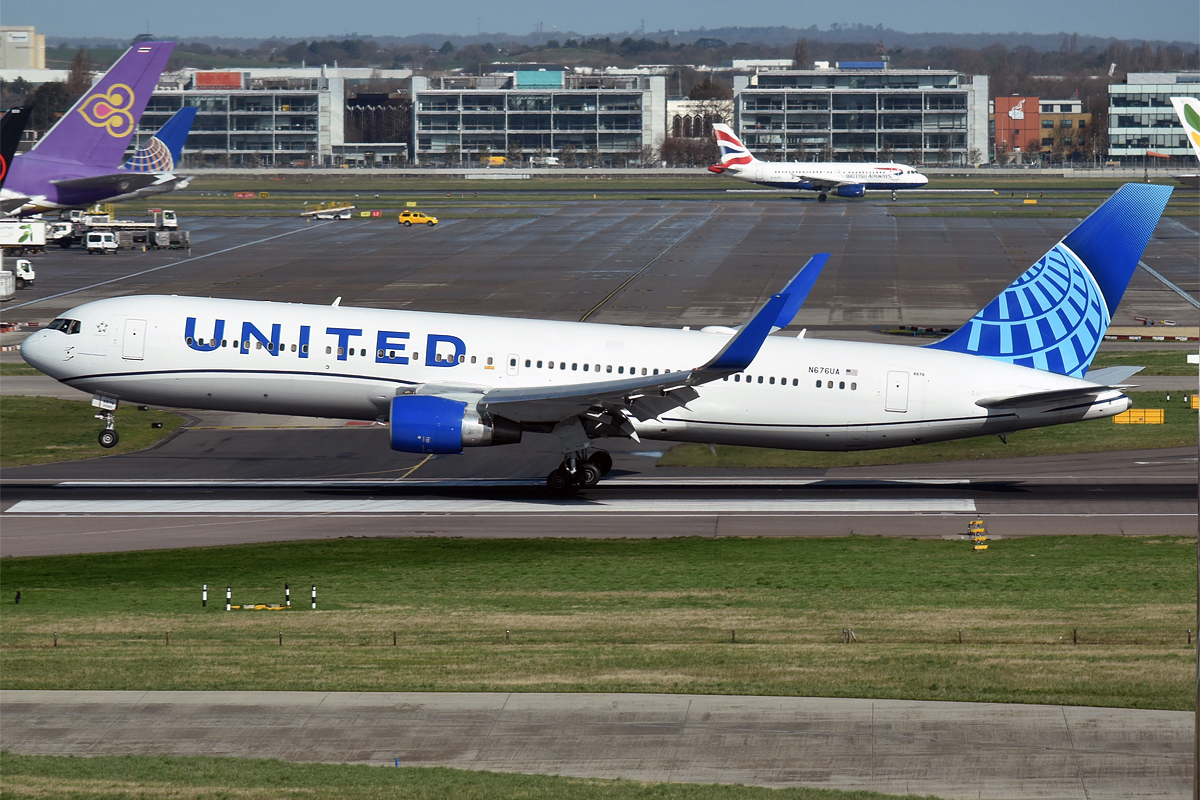
Boeing 767-300ER
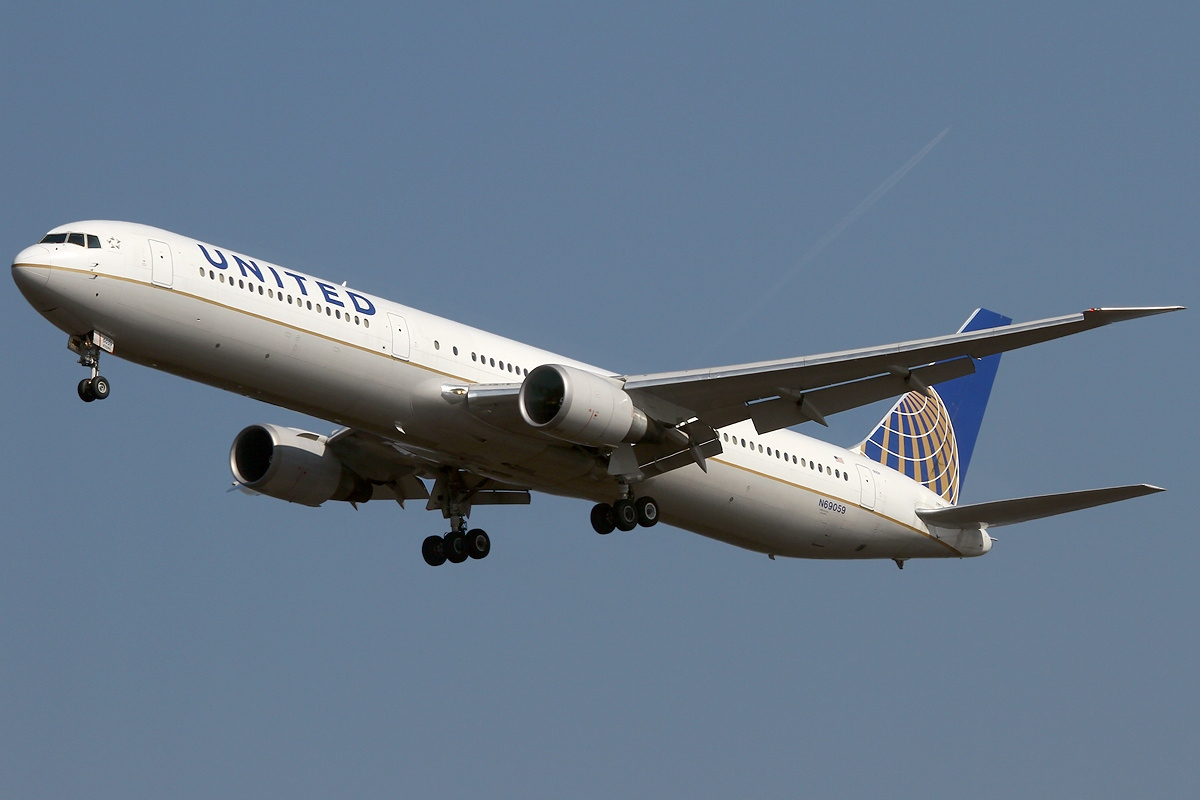
Boeing 767-400ER
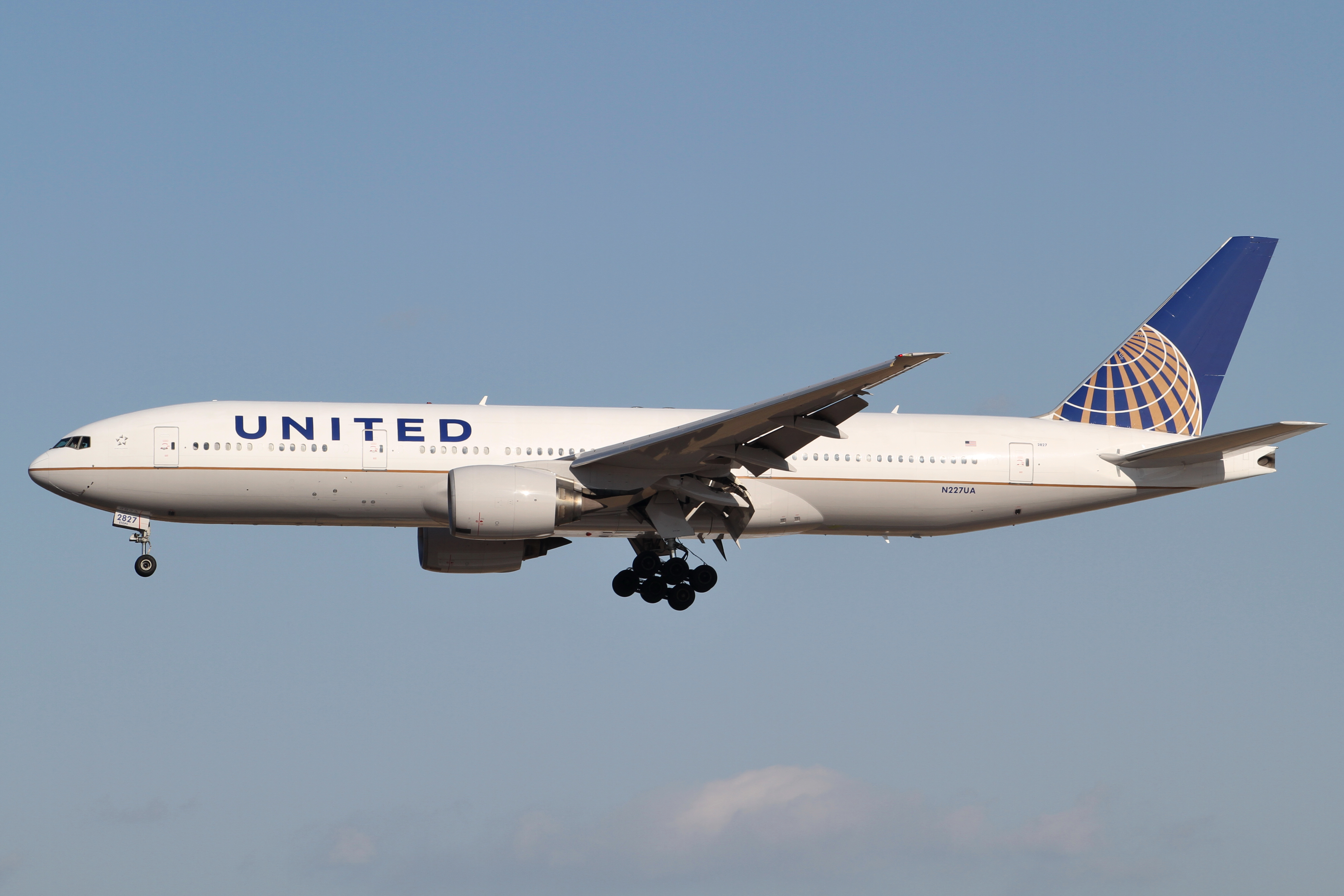
Boeing 777-200ER
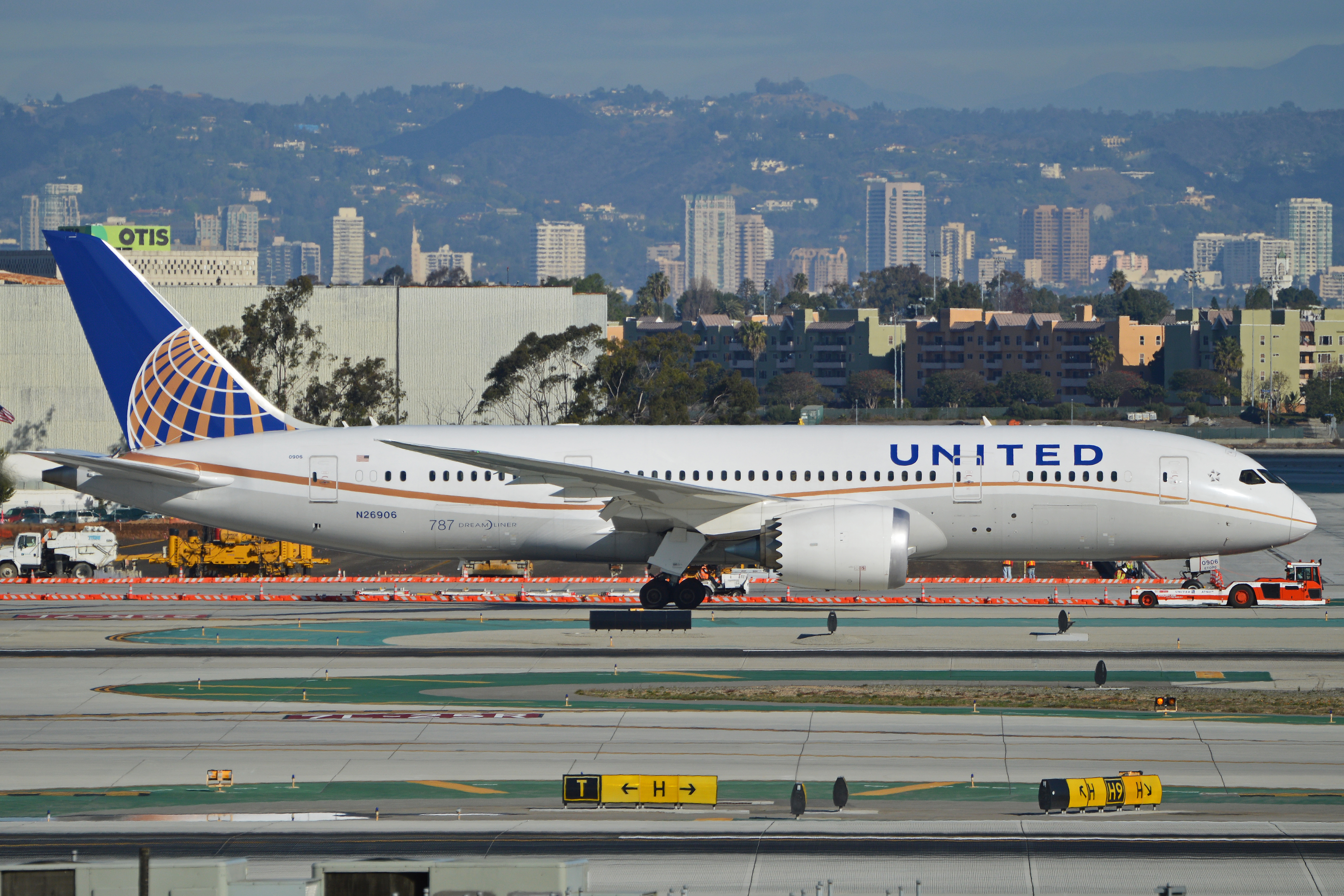
Boeing 787-8
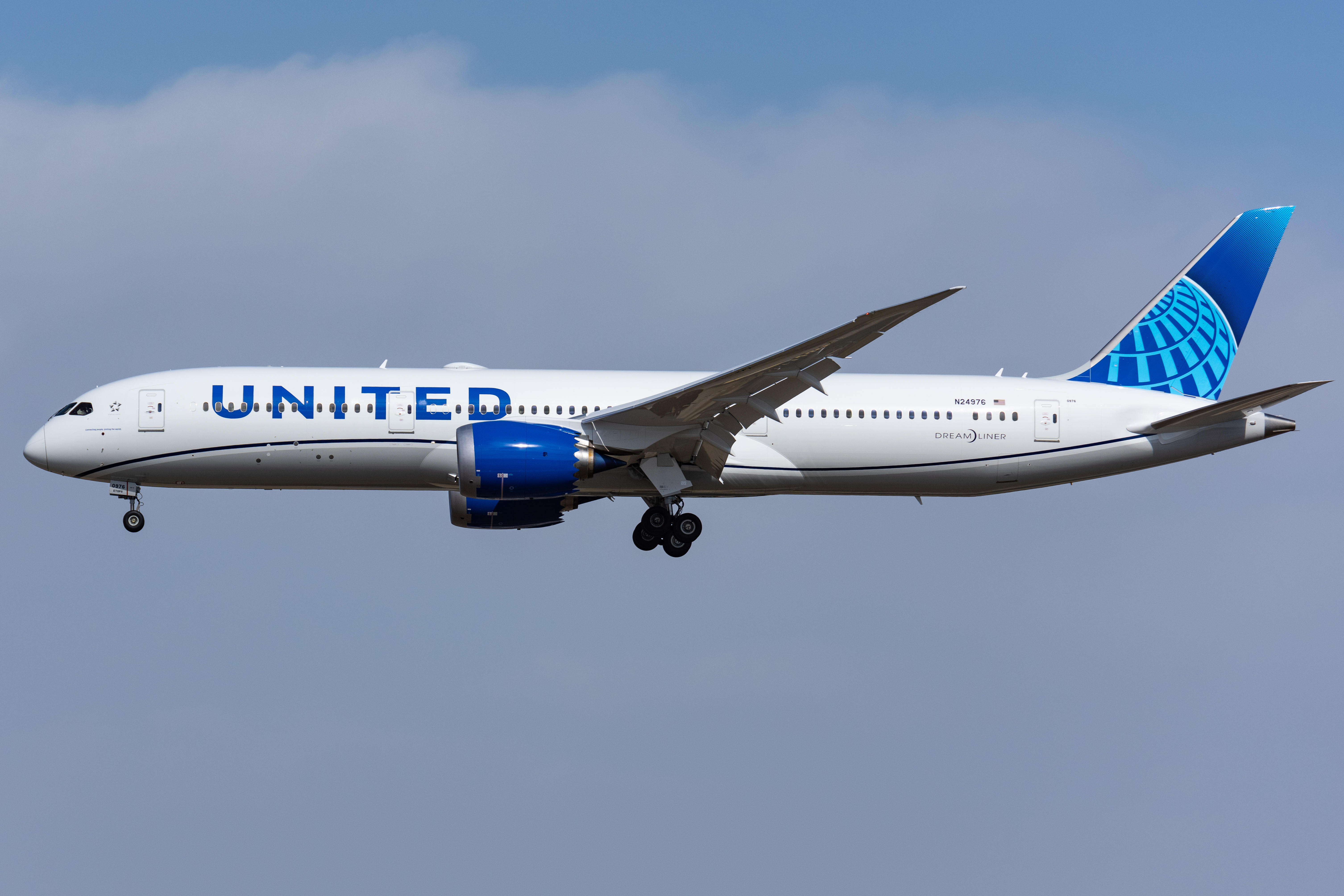
Boeing 787-9
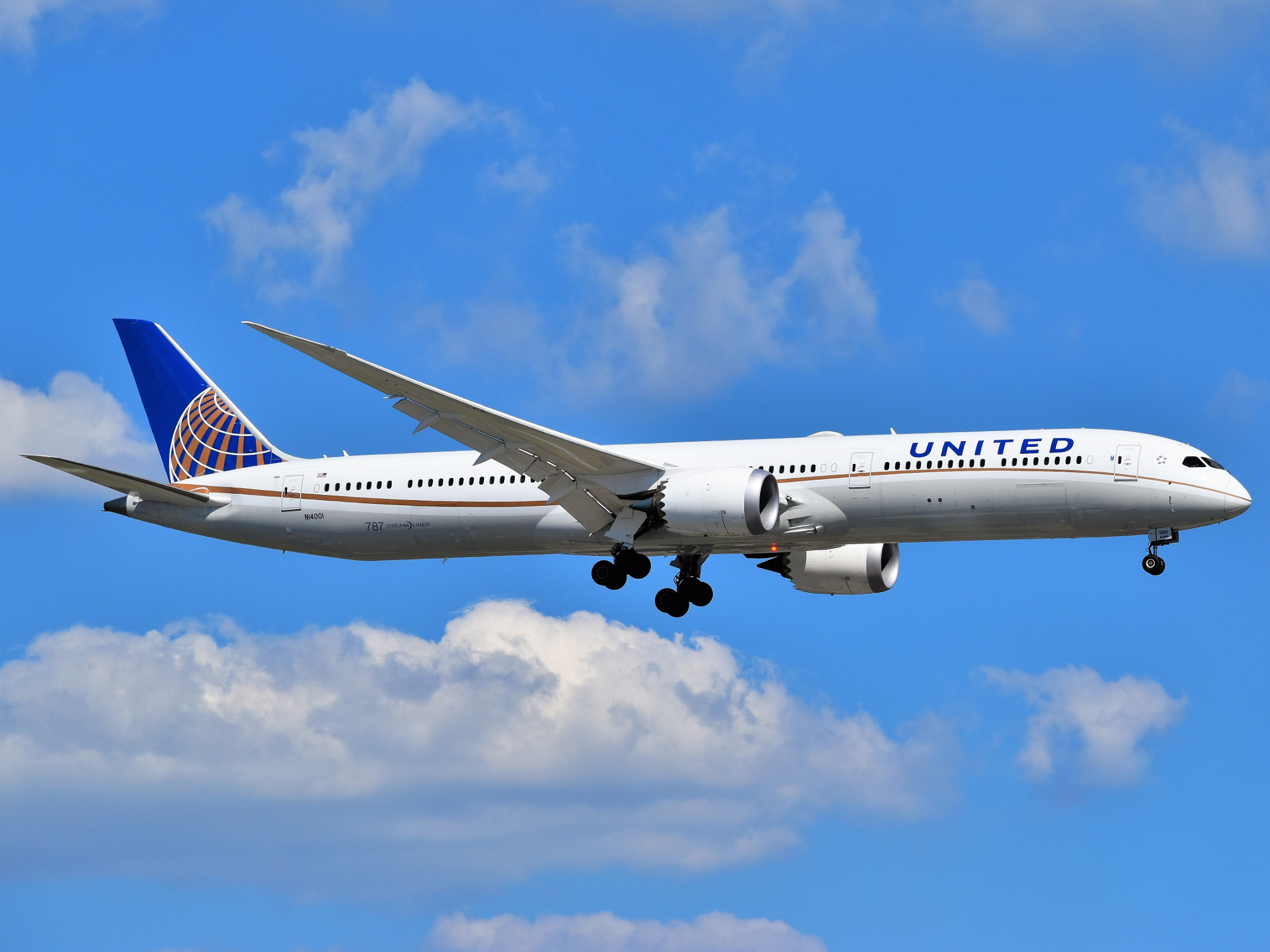
Boeing 787-10

## Vụ bê bối

### Kéo hành khách ra khỏi máy bay
Ngày 10 tháng 4 năm 2017, trên chuyến bay của hãng United Airlines từ Chicago đến Louisville (bang Kentucky, Mỹ), một hành khách đã bị các nhân viên an ninh kéo xuống một cách thô bạo ra khỏi máy bay. Theo thông tin cụ thể, do chuyến bay này đã bị đặt chỗ quá nhiều (overbook) nên hãng đã quyết định chọn ra một số hành khách tình nguyện rời khỏi máy bay để nhường ghế cho nhân viên. Có hai hành khách đã chấp nhận và được trả 800 USD mỗi người. Tuy nhiên, có một vị hành khách là một bác sĩ, khi được yêu cầu xuống đã không chấp nhận do có hẹn với bệnh nhân vào sáng ngày hôm sau.
Ngay lập tức, vị hành khách này bị các nhân viên an ninh kéo ra khỏi chỗ ngồi. Trong khi bị kéo, người đàn ông này đã bị va đập vào tay ghế khiến ông bị chảy máu khá nhiều. Vụ việc sau đó đã dấy lên làn sóng phẫn nộ từ nhiều nơi trên thế giới. Nhiều người kêu gọi tẩy chay hãng hàng không này và yêu cầu hãng phải có lời giải thích chính đáng.
Ngay sau vụ việc này, CEO của hãng là Oscar Munoz đã có lời xin lỗi, tuy nhiên sau lời xin lỗi qua loa này thì vẫn tiếp tục làm dư luận dậy sóng khi gọi vị hành khách là người "hung hăng, gây phiền hà" và gửi lời khen ngợi tới những nhân viên đã lôi kéo hành khách xuống trong một email mà Oscar Munoz đã gửi cho nhân viên của hãng United sau vụ việc hành hung này.
Nạn nhân là một bác sĩ người Mỹ gốc Việt 69 tuổi qua Mỹ trong thập niên 1970 tên David Đào. Vợ ông là một bác sĩ nhi khoa, còn 4 trong năm người con của ông cũng là bác sĩ.

## Tai nạn và sự cố

### Máy bay hạ cánh khẩn cấp do bị sự cố động cơ
Chuyến bay mang số hiệu UA328  khai thác bởi dòng máy bay Boeing 777-200 khởi hành lúc 13h04 ngày 20/2/2021 từ Sân bay quốc tế Denver đến Sân bay quốc tế Honolulu chở theo 231 hành khách và 10 thành viên phi hành đoàn đã phải quay đầu lại sân bay Denver không lâu sau khi cất cánh khi động cơ bên phải bị hỏng và gần như toàn bộ vỏ động cơ bị văng xuống mặt đất, mảnh vỡ được sở cảnh sát ở Broomfield, bang Colorado tìm được nằm rải rác bên ngoài một nhà dân và cánh đồng ở vùng ngoại ô, cách Denver khoảng 40 km về phía bắc. Chiếc Boeing 777-200 đã được khai thác 26 năm và sử dụng động cơ Pratt & Whitney PW4000. Sau sự cố trên hãng đã cho tạm dừng khai thác 26 máy bay cùng loại trên